# Kalotina
Kalotina (Bulgaars: Калотина) is een dorp in West-Bulgarije. Het is gelegen in de gemeente Dragoman, oblast Sofia en telt op 31 december 2018 zo’n 213 inwoners. Het dorp ligt op de grens met Servië, 55 km ten noordwesten van de hoofdstad Sofia. Kalotina staat bekend om de grensovergang Kalotina-Gradinje, een van de drukste en bekendste van Bulgarije vanwege de nabijheid van Sofia. De rivier de Nišava stroomt in de buurt van het dorp.

## Bevolking
Op 31 december 2018 telt het dorp Kalotina 213 inwoners, een fikse daling vergeleken met 1358 inwoners in 1956 (-84%).
| Jaar            | 1934 | 1946 | 1956 | 1965 | 1975 | 1985 | 1992 | 2001 | 2011 | 2018 |
| Aantal inwoners | 1272 | 1358 | 934  | 998  | 668  | 459  | 417  | 351  | 250  | 213  |

In de volkstelling van 2011 werden 246 etnische Bulgaren geteld in het dorp Kalotina (98,8%). Verder verklaarden zo’n drie inwoners van  Romani etniciteit te zijn (1,2%).